# Celleporaria trispiculata
Celleporaria trispiculata är en mossdjursart som beskrevs av Jean-Loup d'Hondt 1988. Celleporaria trispiculata ingår i släktet Celleporaria och familjen Lepraliellidae. Inga underarter finns listade i Catalogue of Life.